# Viktor Lutze

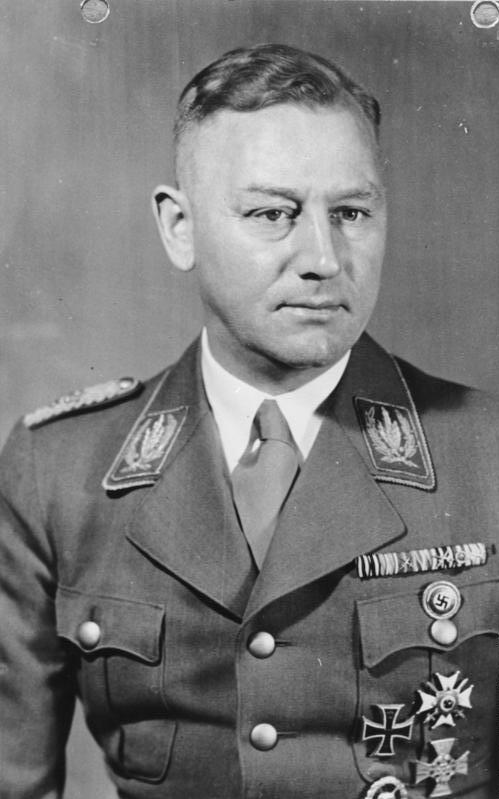
Viktor Lutze (1938)

Viktor Lutze (* 28. Dezember 1890 in Bevergern; † 2. Mai 1943 in Potsdam) war ein deutscher nationalsozialistischer Politiker und SA-Führer. Nach der Ermordung Ernst Röhms 1934 wurde Lutze dessen Nachfolger als Stabschef der SA.

## Biographie

### 1890 bis 1922
Viktor Lutze war der älteste Sohn des Schuhmacher Meisters August Lutze in Bevergern. Nach dem Besuch der Rektoratsschule in Ibbenbüren und des Gymnasiums Dionysianum in Rheine verließ Lutze die Schule ohne Abitur, um als Anwärter auf die Laufbahn im gehobenen Dienst bei der Postdirektion Münster einzutreten. Als Begründung führte er an, dass er in dem katholischen Milieu des Schulbetriebes für sich keine Akzeptanz sah. 1912 wurde er Soldat im Infanterie-Regiment „Graf Bülow von Dennewitz“ (6. Westfälisches) Nr. 55. Im Ersten Weltkrieg wurde er viermal verwundet und verlor sein linkes Auge durch Minensplitter. Im April 1919 schied er im Rang eines Oberleutnants aus dem Heer aus und arbeitete in Elberfeld als Kaufmann zunächst wieder bei der Post. Er trat dem Deutschvölkischen Schutz- und Trutzbund und dem Jungdeutschen Orden bei. Lutze wurde in Elberfeld ansässig und betätigte sich von 1921 bis 1925 als Mitbetreiber einer kleinen Metallgießerei im nahen Schwelm. Der Betrieb ging in Konkurs; die Stadt Schwelm trug Lutze zu späterer Zeit (1938) die Ehrenbürgerschaft an.

### 1922 bis 1934
In Elberfeld wurde Lutze 1922 Mitglied der NSDAP, wobei er Joseph Goebbels, Erich Koch und Karl Kaufmann kennenlernte. 1923 schloss er sich der Sturmabteilung an. Als Angehöriger der Gruppe „Hauenstein“ beteiligte er sich an Sabotageakten im Rahmen des Kampfes gegen die Ruhrbesetzung.
Von Elberfeld aus leitete Lutze seit 1926 den „Gausturm Ruhr“ der SA, dessen Strukturen organisatorisches Vorbild für den Aufbau der SA in anderen Regionen wurden. Gauleiter war der spätere Oberste SA-Führer Franz von Pfeffer. 1928 wurde Lutze zum SA-Oberführer Ruhr befördert und gelangte damit innerhalb der paramilitärisch organisierten SA in einen Rang, der etwa dem eines Obersten entspricht. Ab 1930 war er Führer der SA im Gau Hannover und vertrat seine Partei als Mitglied des Reichstages. Er wurde Oberster SA-Führer Nord und 1931 SA-Gruppenführer Nord; 1933 avancierte er zum SA-Obergruppenführer und organisierte in Hannover den Terror gegen politisch Andersdenkende.
Nach der Machtübernahme der Nationalsozialisten übernahm Lutze im März 1933 zuerst den Posten des Polizeipräsidenten bei der Polizeidirektion Hannover, ehe er am 25. März 1933 nach Entfernung des Sozialdemokraten Gustav Noske Oberpräsident der preußischen Provinz Hannover wurde. Es folgte die Ernennung zum Preußischen Staatsrat. Ihm war auch die Österreichische Legion unterstellt.

### 1934 bis 1943

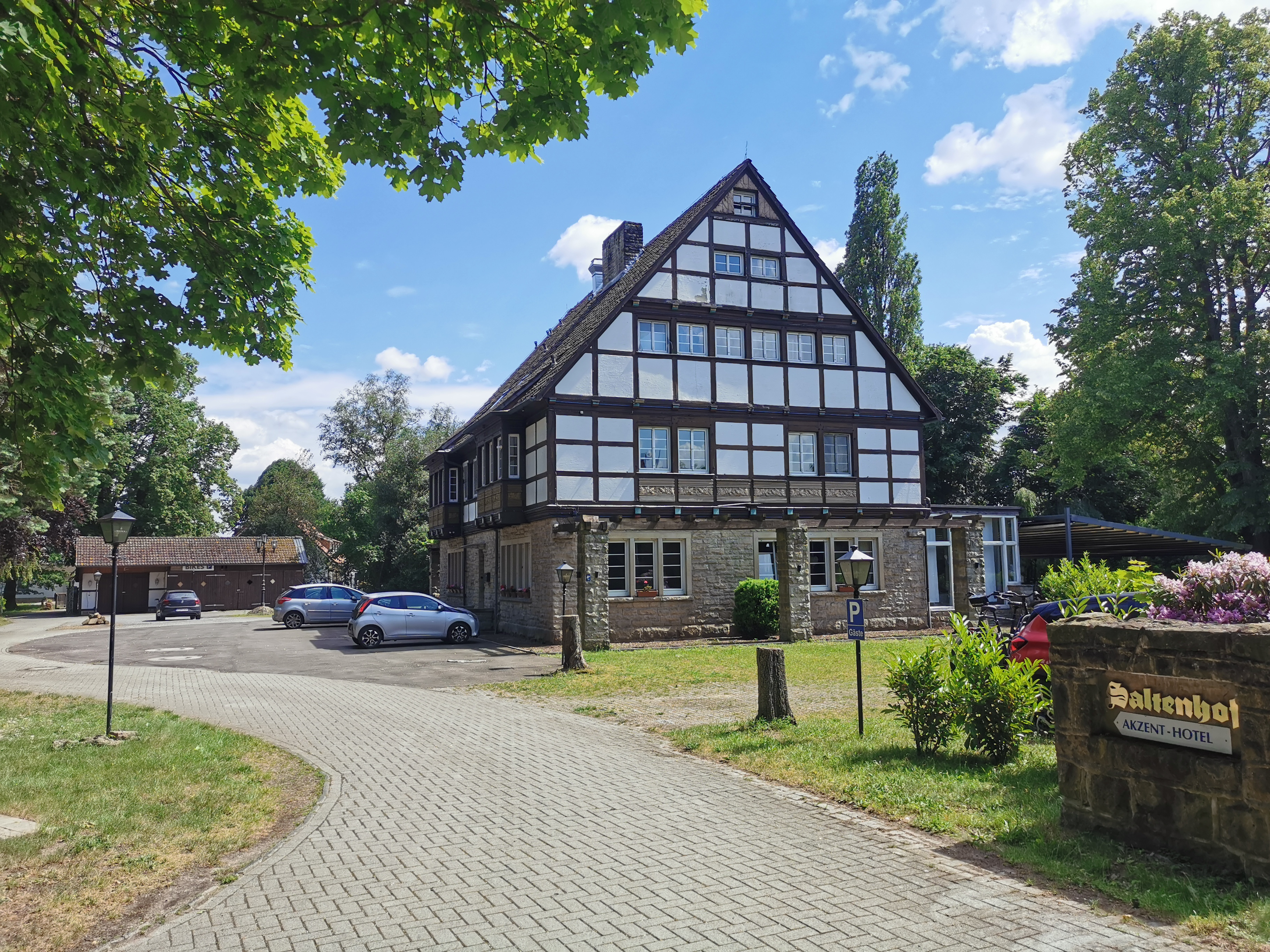
Der Saltenhof in Bevergern

Im Zuge des sogenannten Röhm-Putsches wurde Lutze 1934 als Nachfolger des am 1. Juli 1934 ermordeten Ernst Röhm als Stabschef der SA eingesetzt. Die SA, einiger entscheidender Köpfe beraubt, entfaltete unter seiner Führung innerhalb der nationalsozialistischen Organisationen nur noch wenig politische Wirksamkeit und verlor, besonders nach Ausgliederung der SS am 20. Juli 1934, schnell an Bedeutung. Im Vordergrund stand nach einem durch Säuberungen ausgelösten deutlichen Mitgliederrückgang die vor- und nachmilitärische Ausbildung. Damit war die SA zur Hilfstruppe der Wehrmacht degradiert.
Im November 1938 aktivierte Lutze ein letztes Mal das Terrorpotential der SA, die als Träger der organisierten Pogrome gegen die jüdische Bevölkerung Deutschlands reichsweit eingesetzt wurde. 1939 erhielt Lutze eine Dotation in Höhe von 154.000 Reichsmark. Im April 1941 wurde er als Reichsleiter der NSDAP auf eigenen Wunsch von seiner Position als Oberpräsident in Hannover entbunden, sein Nachfolger dort war Hartmann Lauterbacher.
Am 1. Mai 1943 verunglückte Lutze zusammen mit seiner ältesten Tochter Inge (* 1925) in dem von seinem Sohn Viktor Jr. gesteuerten Wagen in Michendorf in der Nähe von Potsdam. Die Tochter starb kurz nach dem Unfall an einem nicht behandelbaren Schädelbasisbruch. Lutze selbst starb trotz intensiver Behandlung durch den Arzt Werner Forßmann, der vom Hausarzt der Familie Lutze, Otto Nordmann, und von Ferdinand Sauerbruch, einem Experten für Brustchirurgie, unterstützt wurde, an einem unfallbedingten Pneumothorax im Städtischen Krankenhaus in Potsdam am Abend des nächsten Tages. Hitler verlieh ihm postum die oberste Stufe des Deutschen Ordens, die höchste Auszeichnung der NSDAP. Nach Lutzes Tod übernahm dessen bisheriger Stellvertreter Max Jüttner Anfang Mai 1943 kommissarisch das Amt des SA-Stabschefs, bis er Anfang August 1943 von Wilhelm Schepmann abgelöst wurde.
In seiner Geburtsstadt Bevergern – seit 1975 ein Stadtteil von Hörstel – ließ Lutze 1938 unmittelbar an der Bevergerner Aa das Gut Saltenhof für sich errichten. Es steht zum Verkauf (Stand August 2025) .

## Ehe und Familie
1918 heiratete Lutze Paula Lehmann (* 7. September 1900; † 23. Juni 1954). Aus der Ehe gingen mindestens drei Kinder hervor: Die Tochter Inge (* 3. November 1925; † 1. Mai 1943), der Sohn Viktor Lutze junior (* 29. Februar 1924 in Wuppertal; † 20. Juni 1944 in Frankreich) und Adolf Lutze (* 23. Juli 1936; † 17. August 1957).

## Archivische Überlieferung
Die Personalunterlagen der verschiedenen Gliederungen der NSDAP zu Lutze werden heute im Bestand des ehemaligen Berlin Document Center im Bundesarchiv Berlin aufbewahrt.
Von 1934 bis 1943 verfasste Lutze, mit Unterbrechungen, Aufzeichnungen, in denen er ihm besonders wichtig erscheinende eigene Erlebnisse und Gedanken zu diesen Erlebnissen und zu wichtigen politischen Vorgängen niederschrieb. Er selbst bezeichnete diese Aufzeichnungen inakkurat als „Tagebuch“. Die Aufzeichnungen bestanden aus einer schweren, in Leder eingebundenen Kladde mit blanken Seiten, die er im Büro seines Landsitzes  Saltenhof in Bevergern bei Hörstel verwahrte und bei Aufenthalten dort von Zeit zu Zeit fortsetzte.
Bei Ende des Zweiten Weltkriegs wurden Lutzes Aufzeichnungen von seiner Familie bei der Familie Moormann in Werne zur Aufbewahrung hinterlegt. Im November 1945 gelangten sie dann in die Hände des australischen Journalisten und Kriegsreporters William Chester Wilmot. Einige Auszüge aus Lutzes Aufzeichnungen wurden in der Frankfurter Rundschau vom 14. und 16. Mai 1957 veröffentlicht, womit die Existenz dieser Quelle erstmals öffentlich bekannt wurde. Versuche des Instituts für Zeitgeschichte, die Unterlagen im Jahr 1958 zu erwerben, verliefen im Sand.
Anfang 1959 übergab Wilmot, der mittlerweile in Togo lebte, Lutzes Aufzeichnungen dem dortigen französischen Hochkommissar Georges Spénale. Dieser überließ, nachdem er in die französische Nationalversammlung gewählt worden war, Lutzes Aufzeichnungen während eines Besuchs in Bonn im Jahr 1970 am 10. November 1970 dem Vorsitzenden der Friedrich-Ebert-Stiftung Alfred Nau. Seither befinden diese sich als eigener Bestand im Archiv der Ebert-Stiftung. Auseinandersetzungen der Ebert-Stiftung mit der Familie Lutze führten dazu, dass Lutzes Aufzeichnungen lange unter Verschluss lagen. 1999 erlaubte der mit der Wahrnehmung der Interessen der Familie Lutze beauftragte Neffe Lutzes, Karl Lutze, die Auswertung der Unterlagen für die wissenschaftliche Forschung.
Nach Karl Lutzes Tod entfiel das letzte Hindernis für eine Edition der Unterlagen. Wesentliche Teile von Lutzes Aufzeichnungen wurden daraufhin 2023 in einer Quellenedition, die in den Vierteljahrsheften für Zeitgeschichte erschien, veröffentlicht.

## Schriften
- Wesen und Aufgaben der SA. Rede des Stabschefs vor dem Diplomatischen Korps und den Vertretern der ausländischen Presse am 24. Januar 1936, München 1936.